# (69990) 1998 WU31
(69990) 1998 WU31 est un objet transneptunien du groupe dynamique des plutinos.

## Caractéristiques
(6990) 1998 WU31 mesure environ 110 km de diamètre.

## Orbite
L'orbite de 1998 WU31 possède un demi-grand axe de 39,469 ua et une période orbitale d'environ 248 ans. Son périhélie l'amène à 31,941 ua du Soleil et son aphélie l'en éloigne de 46,997 ua.

## Découverte
1998 WU31 a été découvert le 18 novembre 1998.